# Plancks konstant
Plancks konstant (også kaldet Plancks virkningskvant) er en naturkonstant {\displaystyle h} som angiver den virkning, som er grænsen for hvornår den klassiske mekanik må erstattes af en kvantemekanisk naturbeskrivelse, nemlig når den virkning som knytter sig til et fænomen er af samme størrelsesorden som {\displaystyle h} eller mindre. Konstanten {\displaystyle h} er opkaldt efter fysikeren Max Planck, som var en af kvantemekanikkens grundlæggere. 
Plancks konstant spiller samme centrale rolle i kvantemekanikken som lysets hastighed i vakuum gør i den specielle relativitetsteori. Blandt andet sammenknytter Plancks konstant energien {\displaystyle \varepsilon } af en foton med frekvensen {\displaystyle \nu } af den tilsvarende elektromagnetiske svingning i formlen {\displaystyle \varepsilon =h\nu }, eller som {\displaystyle \varepsilon ={\frac {hc}{n\lambda }}}, hvor {\displaystyle c} er lysets hastighed i vakuum, {\displaystyle n} er brydningsindekset for mediet og {\displaystyle \lambda } er fotonens bølgelængde. Idet {\displaystyle \varepsilon } betegner energien af en partikel og {\displaystyle \nu } betegner frekvensen af en bølge, er ligningen et udtryk for den grundlæggende partikel-bølge-dualitet som forekommer på mikroskopisk niveau.

## Den reducerede Planck-konstant
Ofte bruges en reduceret form af {\displaystyle h}, kaldet den reducerede Planck-konstant eller Dirac-konstanten symbol {\displaystyle \hbar } (udtales h streg, eller h-bar på engelsk). Den er givet ved {\displaystyle \hbar ={\frac {h}{2\pi }}} og benyttes for at forenkle mange formler, hvor faktoren {\displaystyle {\frac {1}{2\pi }}} indgår sammen med {\displaystyle h}. {\displaystyle \hbar } benævnes ofte Diracs konstant efter fysikeren Paul Dirac. Den reducerede Planck-konstant blev introduceret af Niels Bohr.

## Oprindelse
Plancks konstant blev indført i fysikken under bestræbelserne på at beskrive strålingen fra et absolut sort legeme. Når man anvendte klassisk elektromagnetisme på problemstillingen, opstod en såkaldt "ultraviolet katastrofe", som i korte træk går ud på at ethvert sort legeme – i strid med erfaringen – skulle udstråle hele sin energi i løbet at et forsvindende kort tidsrum. Nødet af omstændighederne gjorde Planck i 1901 den "rent formelle antagelse" at systemet kunne modelleres som et sæt af harmoniske oscillatorer med kvantiseret energi på formen {\displaystyle E=nh\nu } (hvor {\displaystyle n} er et naturligt tal), som udstrålede deres energi i "klumper", fotoner, hver med energien {\displaystyle \varepsilon =h\nu }. Ved således at erstatte et kontinuum med et diskret (adskilt) sæt af mulige svingningstilstande blev den utraviolette katastrofe afbødet. Denne model var i god overensstemmelse med eksperimentelle resultater. Kvantiseringsantagelsen udgjorde imidlertid et intellektuelt problem. Løsningen heraf ledte til formuleringen af kvantemekanikken.

## Enheder og værdier
Plancks konstant {\displaystyle h} har dimension af virkning, som er energi gange tid. Måles energien i Joule (J), og tiden i sekunder (s), bliver {\displaystyle h}'s enhed joulesekunder (J·s). Angivet med fire betydende cifre er værdien af Plancks konstant {\displaystyle h=6,626\cdot 10^{-34}\ {\mbox{J}}\cdot {\mbox{s}}}. På atomar skala er elektronvolt (eV) en mere praktisk enhed for energi. Angivet via elektronvolt med fire betydende cifre er værdien af Plancks konstant {\displaystyle h=4,136\cdot 10^{-15}\ {\mbox{eV}}\cdot {\mbox{s}}}. Tilsvarende er {\displaystyle \hbar =1,055\cdot 10^{-34}\ {\mbox{J}}\cdot {\mbox{s}}} , henholdsvis {\displaystyle \hbar =6,582\cdot 10^{-16}\ {\mbox{eV}}\cdot {\mbox{s}}}.
Produktet af impuls og længde giver også en virkning. Da enheden for længde er meter (m) og enheden for impuls er kilogram gange meter per sekund (kg⋅m/s), er (m)·(kg·m/s) = kg·m²/s også en mulig enhed for {\displaystyle h}. Dermed deler Plancks konstant også enhed med impulsmoment.
Med bedst mulige præcision i år 2007 er Plancks konstant
{\displaystyle h=(6,62606896\pm 0,00000033)\cdot 10^{-34}\ {\mbox{J}}\cdot {\mbox{s}}}
eller 
{\displaystyle h=(4,13566733\pm 0,00000010)\cdot 10^{-15}\ {\mbox{eV}}\cdot {\mbox{s}}}
og Diracs konstant
{\displaystyle \hbar =(1,054571628\pm 0,000000053)\cdot 10^{-34}\ {\mbox{J}}\cdot {\mbox{s}}}
eller 
{\displaystyle \hbar =(6,58211899\pm 0,00000016)\cdot 10^{-16}\ {\mbox{eV}}\cdot {\mbox{s}}}.

## Definition af Plancks konstant
I november 2018 vedtog BIPM at ændre definitionen af kilogrammet, som hidtil har været defineret som massen af den internationale kilogram-prototype, som opbevares i Sevres ved Paris. 
Som led i ændringen af definitionen af kilogrammet kan Plancks konstant ikke længere måles; man vil i stedet måle kilogrammet. Plancks konstant vil derfor fra d. 20. maj 2019 være defineret som
{\displaystyle h\equiv 6,626\ 070\ 150\cdot 10^{-34}\ \mathrm {J\cdot s} }

## Anvendelser
Plancks konstant optræder mange steder i fysikken, herunder i Heisenbergs ubestemthedsrelationer og i Schrödingers ligning.
En af hjørnestenene i kvantemekanikkens matematiske formulering udgøres af kommutatorrelationen mellem stedoperatoren {\displaystyle {\hat {x}}} og impulsoperatoren {\displaystyle {\hat {p}}}: {\displaystyle [{\hat {p_{i}}},{\hat {x_{j}}}]=-i\hbar \delta _{ij}}, hvor {\displaystyle \delta _{ij}} er Kroneckers deltafunktion.
Talrige fænomener er pålagt kvantiseringsbetingelser. F.eks. er impulsmoment en kvantiseret størrelse. Når {\displaystyle J} betegner det totale impulsmoment for et system med rotationsinvarians, og {\displaystyle J_{z}} betegner impulsmomentet målt langs en vilkårlig retning, kan disse størrelser kun antage værdierne:
{\displaystyle {\begin{matrix}J^{2}=j(j+1)\hbar ^{2},&j=0,{\frac {1}{2}},1,{\frac {3}{2}},\ldots \\J_{z}=m\hbar ,\qquad \quad &m=-j,-j+1,\ldots ,j\end{matrix}}}
Hermed kan {\displaystyle \hbar } siges at være det elementare impulsmomentkvant. En anden slående konsekvens af kvantisering er kvante-Hall-effekten.